# كميلة باتمانقليج
كميلة باتمانقلیج (1 يناير 1963 - 1 يناير 2024) هي سيدة أعمال إيرانية تحمل الجنسية البريطانية وتحمل شهادة في الطب النفسي وهي أيضاً كاتبة قصص وفاعلة خير وأسست عدة جمعيات لخدمة قضايا الطفل.